# Musikladen
Der Musikladen war eine Musiksendung, die von Radio Bremen produziert wurde und vom 13. Dezember 1972 bis 29. November 1984 in insgesamt 90 Folgen im Deutschen Fernsehen lief. Die Sendungen wurden alle unter der Regie von Michael „Mike“ Leckebusch in einem der damaligen Fernsehstudios (Studio 3) von Radio Bremen an der Hans-Bredow-Straße (Bremen-Osterholz) produziert und live ausgestrahlt. Lediglich einige Künstler-Specials, die ebenfalls als „Musikladen“ gesendet wurden, waren vorproduziert. Dies waren: 
- Folge 27: ABBA Special
- Folge 40: Das Amanda Lear Special
- Folge 73: Don Williams Special
- Folge 74: Shakin’ Stevens Special
- Folge 81: Best of

Zusätzlich gab es 59 Folgen Musikladen extra vom 1. Mai 1974 bis 29. November 1979. 
Ein Bild des ehemaligen Studiogebäudes wurde im Abspann einiger Sendungen von Mike Leckebusch in die Kamera gehalten und dann groß gezeigt, beispielsweise in den Folgen 17 und 18.
Der Musikladen trat die Nachfolge des Beat-Clubs an und ihm folgte wiederum die Extratour im Ersten sowie Musikladen Eurotops auf N3 (damalige Bezeichnung des 3. Programms von Radio Bremen und NDR). Die Musikladen Eurotops wurden von Radio Bremen unter der Regie von Michael Leckebusch in dessen eigenen Studioräumen in Garlstedt produziert. Das Studio ist im Jahr 2016 von seinem jetzigen Besitzer komplett renoviert und auf den technisch neuesten Stand gebracht worden. Es beheimatet neben den zu besichtigenden Ur-Einrichtungen aus den 1970er Jahren seit 2017 ein komplettes Tonstudio, in dem jetzt das Label Cross Art Records produziert.

## Aufbau der Sendung
Die Sendung bestand vor allem aus Live-Auftritten der eingeladenen Interpreten, wobei typischerweise jeder Interpret ein Lied vortrug. In der Regel war die Sendung 45 Minuten lang, einige Sendungen waren jedoch länger, nur wenige waren kürzer.
Bis etwa 1975 gab es Humor-Einlagen wie Cartoons von Heiner H. Hoier und Auftritte der Insterburgs (später Schobert + Black).
Ab dem Musikladen 33 (21. Mai 1977) wurde zu Anfang der Sendung das berühmte Musikladen-Intro mit der Melodie aus A Touch of Velvet, a Sting of Brass (1965) von Mood Mosaic gezeigt. Zur Melodie waren Gogo-Tänzerinnen zu sehen und die Namen der auftretenden Interpreten wurden eingeblendet. Auch zum Ende des Musikladens wurde die Melodie noch einmal gespielt. Die Gogo-Girls wurden ab 1979 verstärkt sowohl bei Live-Auftritten der Künstler als auch in besonders produzierten Videoclips eingeblendet.
In jeder Folge wurden nach dem ersten Auftritt Ausschnitte von vier Oldies aus Beat-Club- oder älteren Musikladensendungen gezeigt, von denen man einen mittels Telefonanruf wählen konnte. Der Titel, der die meisten Stimmen auf sich vereinigen konnte, wurde vor dem letzten Auftritt gezeigt.
Neben dem Musikladen-Logo waren die Musikladen-Gogo-Girls das bekannteste Element der Sendung, das zum hohen Wiedererkennungswert beitrug. Die Gogo-Girls waren meist zur Unterstützung von Künstlern im Einsatz und trugen zum Kultstatus der Sendung bei. Auch in der Video-Clip-Nachfolgesendung Musikladen Eurotops gab es Aufzeichnungen der Musikladen-Gogo-Girls zu sehen.
Die Videoeffekte entstanden durch die Blue-Screen-Technik und durch visuelle Rückkoppelungen (eine Kamera vor einem Monitor, die das eigene Bild aufnahm). Die Lichteffekte kamen von der Fa. Stiers Effekte in München. In der damaligen Zeit waren diese Effekte sowie die Bild-in-Bild Überblendungen für das deutsche Fernsehen revolutionär.

## Stars und Gäste der Sendung
Im Musikladen traten viele Stars der 1970er und frühen 1980er auf, wie zum Beispiel Boney M., The Police, Rod Stewart, Roxy Music, Shakin’ Stevens oder ABBA, die u. a. in einem Musikladen-Special viele ihrer frühen Hits von Waterloo bis Dancing Queen vorstellten.
Aber auch Künstler aus sogenannten alternativen Musikszenen, wie die New York Dolls als eine der Mutterbands des Punkrock, traten im Musikladen auf. Es war auch die erste Musiksendung im deutschen Fernsehen, in der eine für damalige Verhältnisse extreme Metal-Band wie Motörhead im Herbst 1980 mit dem Song Ace of Spades auftreten konnte.

## Videos
Ab dem Musikladen 53 im Mai 1980 wurden gelegentlich einzelne Musikvideos gezeigt, die damals noch etwas Außergewöhnliches waren. Der Videoclip zum Titel Fade to Grey von Visage, der im Februar 1981 gezeigt wurde, führte dazu, dass die in Deutschland bis dato unbekannte Gruppe Visage (u. a. mit Steve Strange, Midge Ure) mit dieser Single und der LP Visage Platz 1 der Charts erreichte.

## Sendungen im Einzelnen
- Musikladen/Episodenliste